# 并七苯
并七苯（英語：Heptacene）是一种七个苯环线形排列稠合的多环芳香烃，化学式C
30H
18。距有记录首次制备尝试的75年后，纯的固相并七苯于2017年成功合成。

## 合成
并七苯于2006年首次合成，但没有分离出纯品。
最后一步反应是邻二酮的光化学脱羰。在溶液中并七苯十分不稳定，是一个高活性的D-A反应双烯体，与氧气反应或发生二聚。使用聚甲基丙烯酸甲酯（PMMA）做基体抑制副反应，通过光谱研究并七苯的性质，其在600-825nm范围内的吸收峰在约4小时后消失。
在高活性7号位与16号的大位阻取代基能提高并七苯的稳定性。7,16-二(三(三甲基甲硅烷基)甲硅烷基乙炔基)并七苯于2005年首次合成。它在固态下能保存一周，但是遇空气分解。 其合成路线始于蒽醌与萘-2,3-二甲酸酐。更稳定的有对叔丁基苯硫基和三异丙基甲硅烷基乙炔基取代物。
合成得到纯品的工作首次发表于2017年。实验首先利用7,16-并七苯醌在氘代溴仿中经Meerwein–Ponndorf–Verley还原得到橙色沉淀，经1H-NMR分析确认是两种并七苯二聚体的混合物。加热此固体至300°C，二聚体分解，得到纯的固相并七苯。它在室温下会缓慢二聚。反应在固态核磁共振转子中进行，并通过13C-NMR检测产物。